# Baniana relapsa
Baniana relapsa är en fjärilsart som beskrevs av Walker 1858. Baniana relapsa ingår i släktet Baniana och familjen nattflyn. Inga underarter finns listade i Catalogue of Life.

## Bildgalleri

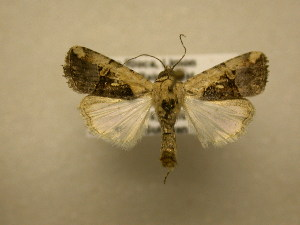